# I'm a Fool to Want You
Clip vidéo
[vidéo] « Frank Sinatra - I'm a Fool to Want You », sur YouTube
[vidéo] « Billie Holiday - I'm a Fool to Want You », sur YouTube
I'm a Fool to Want You  (Je suis fou de te vouloir, en anglais) est un standard de jazz américain de 1951, co-écrit et composé par le crooner Frank Sinatra, Jack Wolf, et Joel Herron,. Dédié à son histoire d'amour enflammée et destructrice avec l'actrice Ava Gardner, il l'enregistre en single en mars 1951 à New York chez Columbia Records (surnommé « The Voice » avec plus de 2000 chansons et 150 millions d'albums vendus durant sa carrière).

## Historique

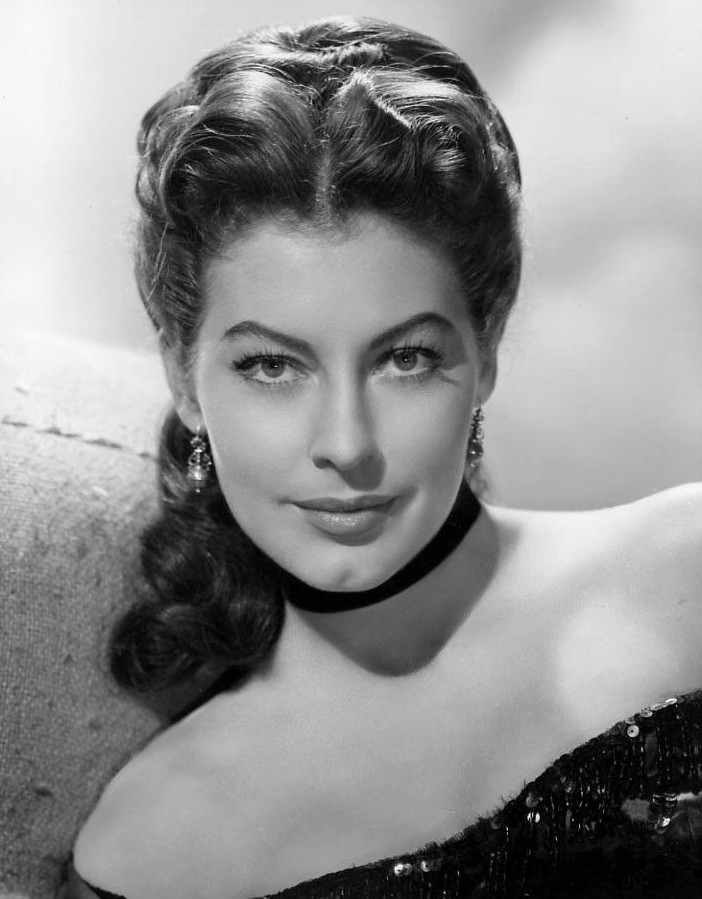
Ava Gardner en 1951

Les deux stars américaines se rencontrent à la première de la comédie musicale Les hommes préfèrent les blondes de Broadway à New York en 1949. Ils entament alors une relation amoureuse passionnée, tumultueuse, enflammée, sulfureuse, destructrice, tragique, et suicidaire (sous les feux de la presse people mondiale de l'époque, une des relations amoureuses les plus médiatisées d'Hollywood du début des années 1950).
Sinatra dédie cette chanson très personnelle « Je suis fou de te vouloir » à son amour pour Ava Gardner, en même temps et dans le même registre que Take My Love des mêmes auteurs « Je suis un fou de te vouloir, à désirer un amour qui ne peut exister, un amour qui est pourtant vrai pour les autres, je suis un fou de te serrer, rien qu'un fou de te serrer, à chercher un baiser répondant au mien, à chercher un baiser que le diable a connu, tant de fois, j'ai dit vouloir te quitter, tant de fois, je suis parti, mais le moment est arrivé, où j'ai eu besoin de toi, et encore une fois j'ai dû dire ces mots, je suis un fou de te vouloir, ai pitié, j'ai besoin de toi, je sais que j'ai tort, j'ai sûrement tort, mais que j'ai raison ou tort je ne peux plus continuer sans toi... ».
Il enregistre ce single pour la première fois le 27 mars 1951, avec un orchestre symphonique, au Columbia's 30th Street Studio de New York (avec Mama Will Bark sur la Face A) 6 mois avant leur mariage du 7 novembre 1951 (dix jours après son divorce avec sa première épouse Nancy Barbato). Ce tube atteint la 14e place du Billboard Hot 100, où il reste durant 7 semaines.
Le couple fini par se séparer en octobre 1951. Sinatra enregistre une seconde version de cette chanson au Capitol Records Building de Capitol Records à Hollywood le 1er mai 1957 (sorti sur son album Where Are You? (Frank Sinatra album) (en) de la même année) avant leur divorce 3 mois plus tard en juillet 1957, malgré de nombreuses tentatives et rêves de réconciliations ratées.

## Reprises et adaptations
Ce standard est réédité de nombreuses fois par Frank Sinatra, et repris par de nombreuses stars de la chanson, dont en particulier Billie Holiday (Lady in Satin de 1958), ou Peggy Lee, Chet Baker, Tony Bennett, Dexter Gordon, Dee Dee Bridgewater, Sammy Davis, Jr., Viktor Lazlo, Oscar Peterson, Bob Dylan (Shadows in the Night 2015)... 

## Cinéma et télévision
- 2008 : Train de nuit - Chanel No 5, de Jean-Pierre Jeunet (musique publicitaire du court métrage publicitaire pour le parfum Chanel N° 5, interprétée par Billie Holiday, avec Audrey Tautou dans le rôle de Coco Chanel)[7] .